# Huanglong
Huanglong (chiń. upr. 黄龙; chiń. trad. 黃龍; pinyin Huánglóng) – dolina w północno-zachodniej części chińskiej prowincji Syczuan, w 1992 roku wpisana na listę światowego dziedzictwa UNESCO.
Typową formą rzeźby terenu są tu tarasowe sadzawki na stokach gór, powstałe w wyniku erozji kalcytowych osadów. Występują tu także liczne wodospady i gorące źródła.
Na terenie doliny znajduje się świątynia Huanglong Si (Świątynia Żółtego Smoka). W połowie sierpnia odbywa się tutaj miao hui (targ przy świątyni), na który tłumnie zjeżdżają się kupcy, głównie narodowości Qiang.